# Microparsus venezuelensis
Microparsus venezuelensis är en insektsart som först beskrevs av Cermeli och C.F. Smith 1979.  Microparsus venezuelensis ingår i släktet Microparsus och familjen långrörsbladlöss.

## Underarter
Arten delas in i följande underarter:
- M. v. meridensis
- M. v. venezuelensis